# Битка при Термопилите (191 пр.н.е.)
Вижте пояснителната страница за други значения на Битка при Термопилите.
Битката при Термопилите (на латински: Thermopylen) се състои през Римско-сирийската война при Термопилите през 191 пр.н.е. между римляните с командир консул Маний Ацилий Глабрион против селевкидския цар Антиох III и Етолийския съюз. Завършва с победа на Древен Рим и отблъскването на селевкидите от Елада.